# Werner Lang

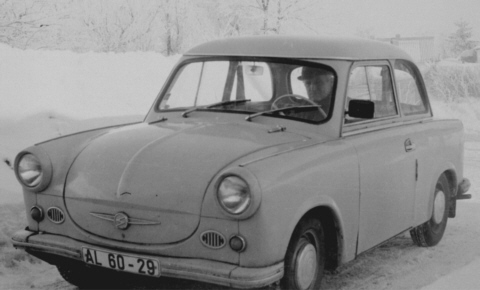
Trabant P50 built in 1959.

Richard Werner Lang (Bermsgrün, 23 de marzo de 1922 – 17 de junio de 2013) fue un ingeniero de automoción alemán. Fue conocido por su diseño del Trabant.
Lang consiguió el título de ingeniería en lo que ahora es Westsächsische Hochschule Zwickau en 1940. Sus estudios fueron interrumpidos por su servicio para la Wehrmacht en la Segunda Guerra Mundial.
En 1944, Lang desertó del ejercicio alemán y cogió las armas contra las fuerzas fascistas en Italia.
Después de la guerra, volvió a la Alemania Oriental. Lang fue el diseñador jefe del VEB Sachsenring Automobilwerke Zwickau en 1958. Lang fue galardonador con el Premio Nacional de la RDA en 1954 y 1974. 